# Лоредана Діну
Лоредана Діну (рум. Loredana Dinu; нар. 2 квітня 1984 року, Крайова, Румунія), до шлюбу Сімона Йордекьою (рум. Loredana Iordăchioiu) — румунська фехтувальниця (шпага), олімпійська чемпіонка 2016 року в командній шпазі, дворазова чемпіонка світу та чотириразова чемпіонка Європи, призерка чемпіонатів світу та Європи.

## Виступи на Олімпіадах
| Олімпіада   | Дисципліна     | Місце |
| ----------- | -------------- | ----- |
| Лондон 2012 | командна шпага | 6     |
| Ріо 2016    | командна шпага | 1     |